# オシオス・ルカス修道院

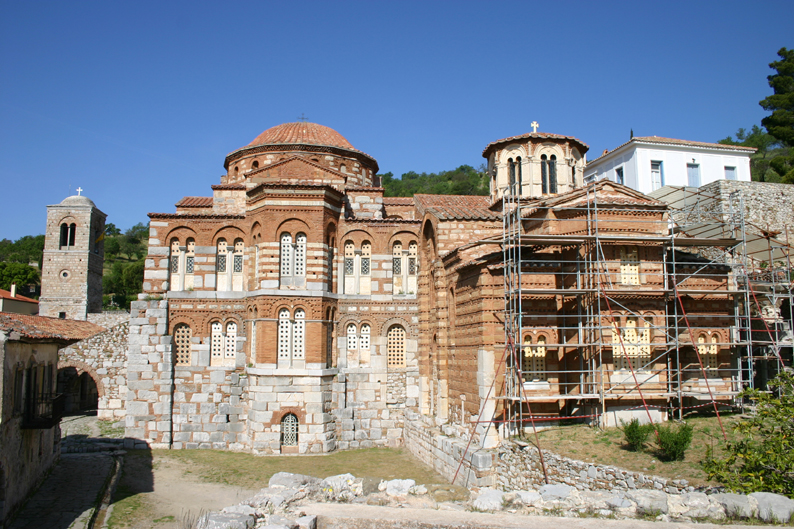
オシオス・ルカス修道院

オシオス・ルカス修道院（希：Μονὴ τῆς Ὅσιος Λουκᾶς）は、ギリシャ共和国中央ギリシャ地方ヴィオティア県ディストモ（デルフィ近郊）のヘリコン山の麓にある、ギリシャ正教：正教会の修道院である。10世紀に設立され、中期ビザンティン建築の傑作と言われる聖堂と、11世紀に作成されたモザイクが残る。
1990年、他の2つの修道院とともにユネスコの世界遺産に登録された（登録名は「ダフニ修道院、オシオス・ルカス修道院、ヒオス島のネア・モニ修道院」）。

## 歴史
オシオス・ルカスは、克肖者ルカスによって10世紀前半に設立された修道院である。ルカスは953年に死んだが、生前に東ローマ帝国の皇帝「ロマノス」によるクレタ島の征服を予言した。彼の予言はロマノス1世レカペノスを指したようであるが、クレタ島の征服は961年にロマノス2世によって行われ、これによってルカスへの崇敬が高まることになった。クレタ島制圧は、東ローマ帝国にとってエーゲ海制海権の奪回という重要な意味を持っており、バルカン半島沿岸地域におけるアラブ人の影響は、これによって著しく改善された。この時期のバルカン半島の苦悩については、歴史家スティリスによって記述された、ルカスの「聖人伝（ビオス）」に詳しい。
「聖人伝」によれば、961年から966年の間に、修道院にハギア・バルバラ聖堂が建設された。ハギア・バルバラ聖堂は、現在、中央聖堂と並んで建つ生神女聖堂（テオトコス聖堂）に比定されており、これが事実であるとすれば、ギリシャ共和国で最も早い時期の中期ビザンティン建築ということになる。ハギア・バルバラ聖堂が、後に、ロマノス2世の（後にニケフォロス2世フォカスの）妃テオファノによって増築か改築されるかして、生神女聖堂になったと思われる。
11世紀初期にブルガリア帝国が壊滅し、バルカン半島が政治的な安定を得るようになると、克肖者ルカスの不朽体から奇跡の香油が出るとして、オシオス・ルカスはバルカン半島有数の巡礼地となった。これにより、多額の寄付が寄せられ、少なくとも1048年には、克肖者ルカスの墓のあった場所に中央聖堂が建設された。これは、奇跡的を求める巡礼者に対して、墓の端のそばで眠ることを奨励したためである。中央ドームは、1593年の地震によって崩落し、その後再建された。

## 構造
生神女聖堂は、前述の通り、ハギア・バルバラ聖堂に比定されている。この教会堂は、四円柱式内接十字型と呼ばれる中期ビザンティン建築の代表的な形式であるが、コンスタンティノポリスのそれと比較すると、いくつかの特異点が見られる。これは外部装飾の扱いに関するもので、生神女聖堂の外壁は、石材の水平・垂直方向をレンガで縁取るクロワゾネ積みの技法で形成される。さらに水平方向には、各層を区切るように犬歯飾りの蛇腹が横断しており、クーファ文字による装飾があしらわれている。このような装飾は10世紀から12世紀のバルカン半島南部に建設された教会堂に多数認められるもので、アッバース朝イスラーム建築の影響によるものである。
中央聖堂（カトリコン）は、複合型スクィンチ式教会堂と呼ばれる、内接十字型と並ぶ中期ビザンティン建築特有の形式である。ギリシャ共和国に残る同型教会堂の中でも傑作と呼ぶにふさわしいものであるが、建築に関する資料は全く残っていない。中央広間は、一辺9mの正方形平面の上部に、4つのアーチと4つのスクィンチを架け、これによって形成された八角形平面の上に、直径9mのドームを載せる。内部の仕上げは高価な大理石で、スクィンチには、11世紀に作成されたたいへん貴重なモザイクが残る。

## 装飾
生神女聖堂の装飾はほとんど失われているが、中央聖堂にはモザイクが残る。ナルテクスには、東面に『磔刑』『全能者ハリストス（キリスト・パントクラトール）』『復活（アナスタシス）』が描かれ、南北面に『トマスの不信』『洗足』が、ヴォールト天井には聖人のメダイヨンが並ぶ。アーチには天使像が描かれる。
アプスには『聖母子』、祭壇の上部のヴォールトには『聖神降臨』、1593年以降に再建されたドームには、『全能者ハリストス』と天使が配されている。スクィンチのくぼみには、ハリストス伝の4つの場面が描かれており、それぞれ『生神女福音』『降誕』『主の迎接』『洗礼』となっているが、『生神女福音』に関しては現存しない。
中央聖堂と生神女聖堂をつなぐ廊下状の部分に、この修道院の最も重要な施設である克肖者ルカスの墓があり、そこには『聖ルカス』のモザイクがある。